# Stary Rynek w Makowie Podhalańskim
Stary Rynek – historyczny plac w Makowie Podhalańskim, do XVII wieku centrum osadnicze tej wsi. Położony jest w widłach Księżego Potoku i Młynówki w części miejscowości nazywanej Młynami. W XVIII wieku stracił on na znaczeniu, a centrum przeniosło się na położony bardziej na północ nowy plac, czyli współczesny Rynek.
Obecnie nazwę Stary Rynek używa się również w stosunku do ulicy biegnącej do tego historycznego placu od Rynku i głównej ulicy miasta – ul. Wolności (droga krajowa nr 28).
Dawna drewniana zabudowa Starego Rynku została zastąpiona murowanymi budynkami. Położone przy placu drewniane chałupy z lat 60. XIX wieku o numerach 4, 5 i 10, wpisane do gminnej ewidencji zabytków, zostały przebudowane. W największym stopniu ostatnia z nich, co skutkowało jej wykreśleniem z ewidencji. Podobny los spotkał drewnianą chałupę z 1. połowy XIX w. przy ul. Stary Rynek 2. W ewidencji pozostaje murowany dom z 1928 r. przy ul. Stary Rynek 3. 
Rosnąca na środku placu pomnikowa lipa została podpalona na początku XXI wieku. Na jej miejscu posadzono nową lipę, na którą powróciła kapliczka z figurą Matki Bożej z Lourdes. W 2018 r. wymieniono nawierzchnię placu i ulicy.

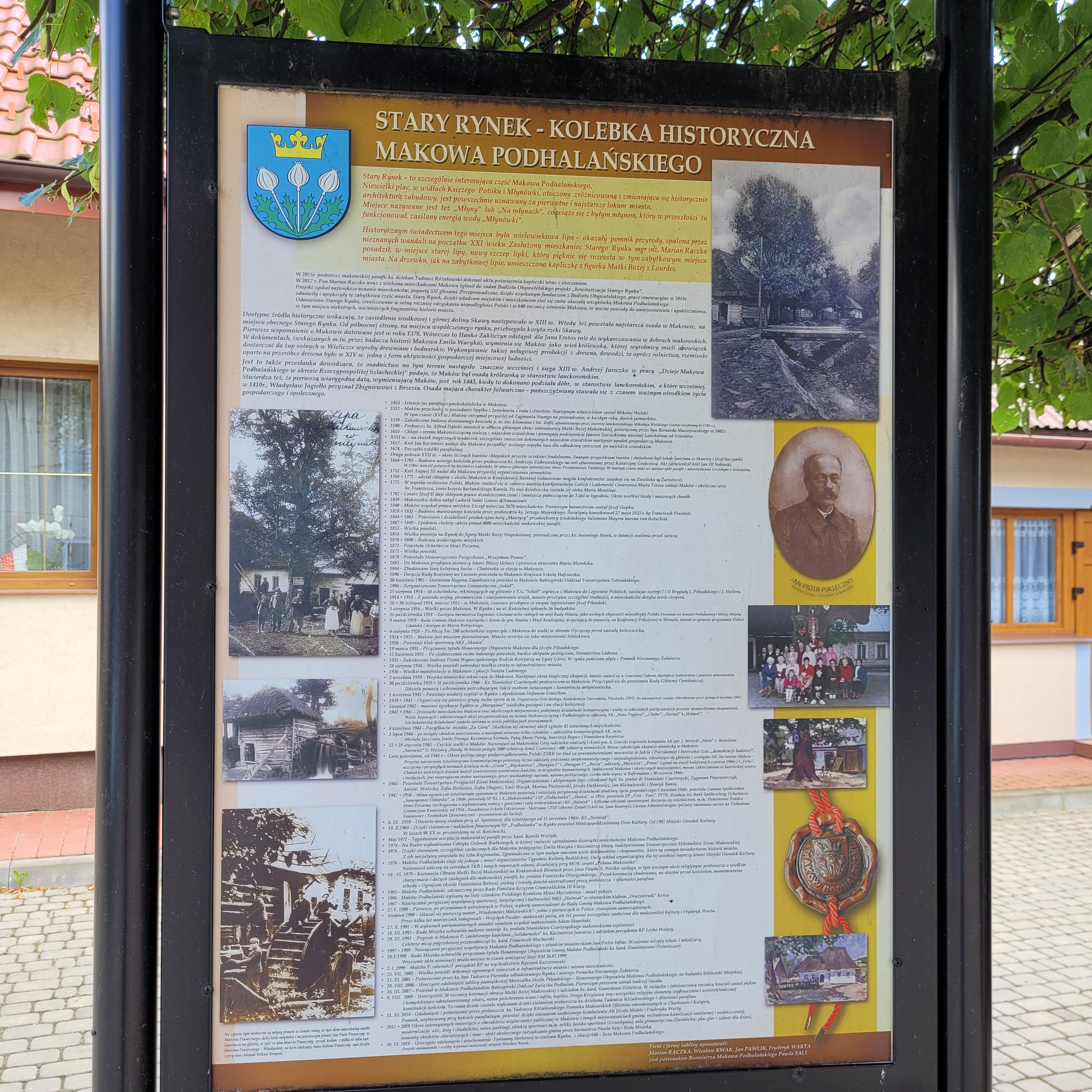
Tablica informacyjna na Starym Rynku
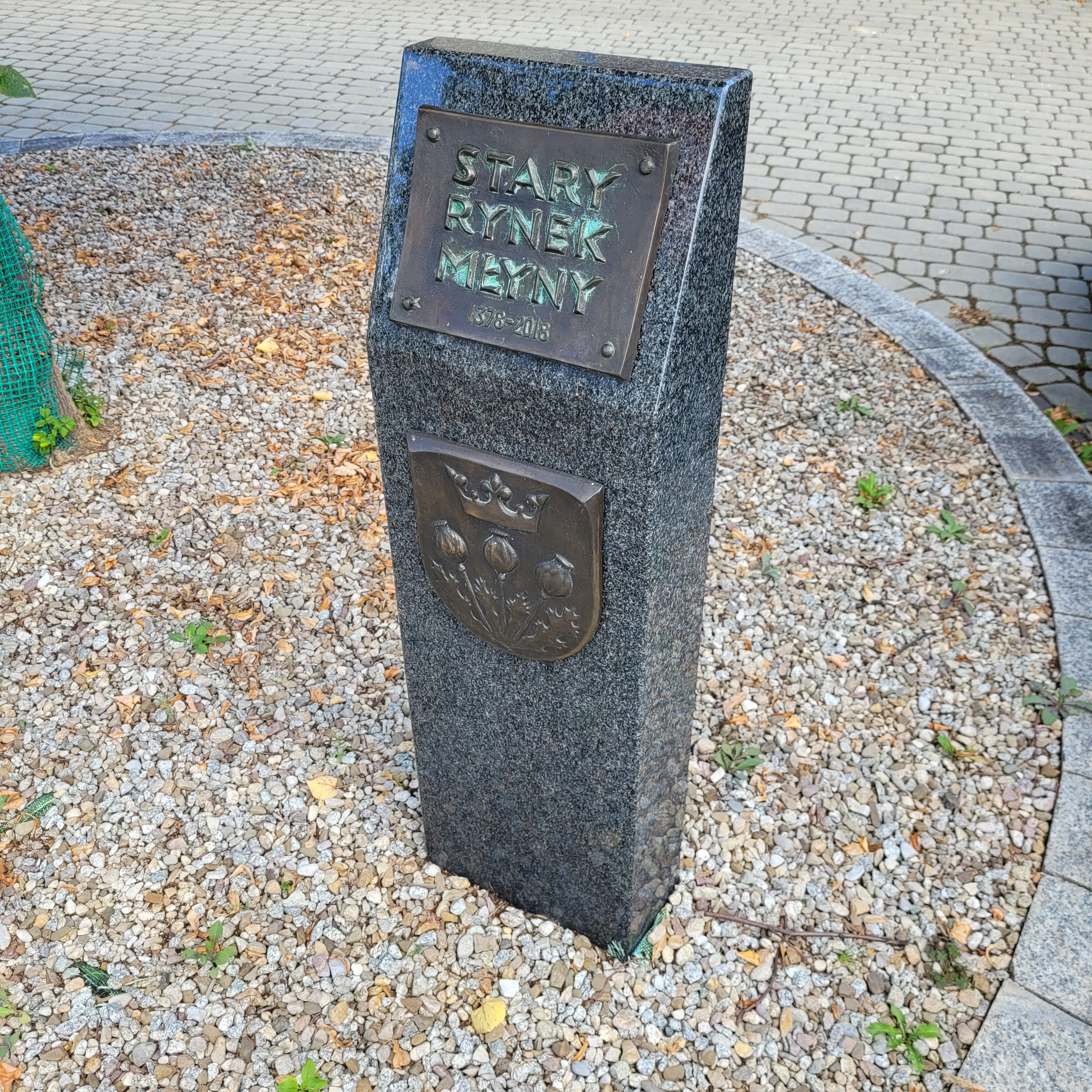
Pomnik upamiętniający Stary Rynek z herbem miasta postawiony z okazji 640. rocznicy istnienia miejscowości